# Palaeeudyptes antarcticus
A Palaeeudyptes antarcticus a madarak (Aves) osztályának pingvinalakúak (Sphenisciformes) rendjébe, ezen belül a pingvinfélék (Spheniscidae) családjába és a Palaeeudyptinae alcsaládjába tartozó fosszilis faj.
Nemének a típusfaja és egyben a legtovább élő faja is.

## Tudnivalók
A Palaeeudyptes antarcticus, körülbelül a késő eocén és a késő oligocén korszakok között élt. A szóban forgó madár volt az elsőként felfedezett fosszilis pingvin. A fajt egyetlen - az is kissé sérült - tarsometatarsus (BM A.1084) csontról írták le. A madár melyből ez a csont került elő, körülbelül ezelőtt 34, vagy talán 28-23 millió évvel élt, ott ahol manapság az új-zélandi Kakanui melletti Otekaike Limestone van. Azóta a fajhoz tartozó, egyéb csontokat is felfedeztek; egyesek a késő eocénből származnak, és körülbelül 37-34 millió évesek. Ez utóbbi maradványok az Antarktiszhoz tartozó Seymour-szigetről származnak; és a La Meseta-formációhoz tartoznak (Tambussi et al., 2006). Mivel az időbeli és térbeli távok, az elsőként és a később felfedezett csontok között nagyon nagyok, egyes kutatók úgy vélik, hogy nem egy fajhoz tartoznak. Míg mások az új-zélandi Palaeeudyptes marplesit is ennek a fajnak a részévé teszik.
Ez a fosszilis madár, körülbelül 107,5-137,5 centiméter magas lehetett, átlagosan nagyobb, mint egy modern császárpingvin (Aptenodytes forsteri).

### Fordítás
- Ez a szócikk részben vagy egészben  a   Palaeeudyptes antarcticus című angol Wikipédia-szócikk ezen változatának fordításán alapul.  Az eredeti cikk szerkesztőit annak laptörténete sorolja fel. Ez a jelzés csupán a megfogalmazás eredetét és a szerzői jogokat jelzi, nem szolgál a cikkben szereplő információk forrásmegjelöléseként.